# Peng Dehuai
Peng Dehuai, ou Peng Te-huai (chinois traditionnel : 彭德懷 ; chinois simplifié : 彭德怀 ; pinyin : Péng Déhuái ; Wade-Giles : P'eng Te-huai), né le 24 octobre 1899 et mort le 29 novembre 1974, est un militaire et homme politique chinois, cadre du Parti communiste chinois, puis responsable politique de la république populaire de Chine. Il est l'un des chefs historiques de l'Armée populaire de libération. Après ses critiques du Grand Bond en avant lors de la conférence de Lu Shan, il est écarté du pouvoir. Son opposition à Mao Zedong lui vaut d'être arrêté et torturé pendant la révolution culturelle.

## Biographie
Né à Xiangtan, Hunan, dans une famille de paysans pauvres, Peng Dehuai est orphelin très jeune et devient travailleur journalier, exerçant métiers manuels, notamment celui de mineur de fond. Il s'engage dans l'armée à l'âge de seize ans. Devenu brigadier, il se rapproche durant le premier front uni chinois, de l'aile gauche du Kuomintang, puis du Parti communiste chinois. En 1927, il doit fuir les purges politiques lancées par Tchang Kaï-chek.

## Chef militaire de l'Armée rouge

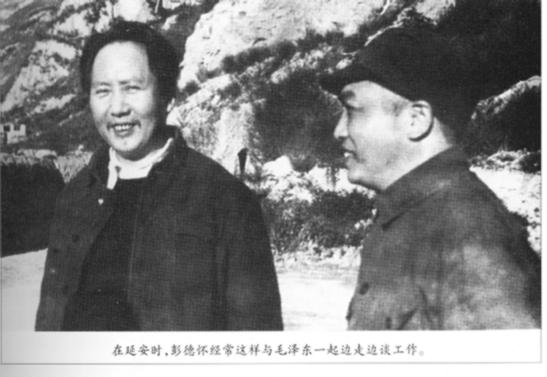
Mao et Peng Dehuai dans le Yan'an

Devenu l'un des responsables de l'Armée rouge chinoise, qu'il s'attache à professionnaliser, Peng joue un rôle militaire important dans la guerre civile contre le Kuomintang. Il participe à la Longue marche, durant laquelle il commande la troisième armée. Il soutient l'ascension politique de Mao Zedong.
Durant la guerre contre les Japonais, Peng est l'adjoint de Zhu De, et commande de nombreuses opérations, notamment l'offensive des cent régiments en 1940. Lors de la reprise de la guerre civile chinoise, il participe à l'encerclement de Pékin et dirige l'Armée populaire de libération dans sa conquête du Shaanxi, du Gansu, du Ningxia, et du Qinghai. Il est membre du 7e Politburo du PCC.
En 1950, il devient le commandant en chef des détachements militaires chinois de la guerre de Corée. Il devient, en 1954, ministre de la Défense de la république populaire de Chine et reçoit en 1955 le grade de maréchal. Il est membre du 8e Politburo du PCC.

## La chute
Peng Dehuai a la réputation d'un homme aux propos francs et directs. Ainsi en 1956, il s'étonnait auprès d'un dirigeant soviétique, Mikoïan, en visite en Chine que le parti communiste soviétique ait attendu si longtemps pour critiquer Staline. Mikoïan lui explique que la moindre critique signifie la mort pour son auteur. Peng Dehuai réplique « Quelle sorte de communiste est-ce-là, qui craint la mort? ».
Issu d'une famille de paysans pauvres, Peng reste très sensible au sort misérable de la paysannerie y compris après la prise de pouvoir par le Parti communiste chinois. Il demeure un critique virulent des privilèges de l'élite maoïste. Ayant pris conscience, lors d'une visite dans sa province natale du Hunan, des conséquences désastreuses du Grand Bond en avant, il s'oppose à Mao Zedong, dénonçant l'échec total de la réforme. Mao lui demande de coucher ses critiques par écrit. Il s'appuie ensuite sur ce document pour obtenir la déchéance de Peng, lors d'une conférence du parti à Lushan, en juillet 1959.
Soutenu par l'ensemble du Politburo et du Comité Central, Lin Biao mène, à l'instigation de Mao, une attaque frontale contre Peng. Il est démis de toutes ses fonctions la même année, il doit quitter Zhongnanhai, la résidence des hauts dignitaires du Parti, il est mis en résidence surveillée dans un quartier du Nord de Pékin. Lin Biao le remplace comme ministre de la défense.
Au début des années 1960, Peng retrouve certaines responsabilités dans la défense chinoise, mais les persécutions contre lui reprennent avec le déclenchement de la révolution culturelle, à laquelle il s'était opposé. Arrêté le 25 décembre 1966, il tente de se suicider. En janvier et février 1967, il est exhibé et humilié dans les rues de Pékin au cours de diverses manifestations des gardes rouges. Il est ensuite régulièrement soumis à des passages à tabac et des tortures.
Au cours de sa détention, Peng Dehuai écrit son autobiographie. Il reste fidèle à sa vision du communisme, qu'il oppose à celle de Mao. Atteint d'un cancer, subissant des mauvais traitements, il est transféré à la fin 1974 dans un hôpital militaire où, sur ordre de Mao, il ne reçoit aucun traitement médical. Il meurt le 29 novembre 1974.
Il n'est réhabilité qu'en septembre 1978, quand la troisième session plénière du comité central du Parti communiste annule sa condamnation et met en avant ses contributions à la révolution.